# Sistema museale della Carnia
Il sistema museale della Carnia è stato creato nel 1998 col nome di Carnia Musei ed è una rete museale con sede centrale a Tolmezzo (UD) che comprende 5 musei principali e 18 realtà espositive minori.

## Descrizione
I 5 musei principali sono:
- Museo carnico delle arti popolari Michele Gortani di Tolmezzo
- Galleria d'arte moderna E. De Cillia di Treppo Carnico
- Museo della grande guerra di Timau
- Museo geologico della Carnia di Ampezzo
- Museo archeologico Iulium Carnicum di Zuglio

Le realtà espositive minori sono:
1. Antiquarium della Pieve di Santo Stefano a Cesclans di Cavazzo Carnico
2. La farie di Checo a Cercivento
3. Collezione etnografica Cemuot chi erin a Forni Avoltri
4. Pinacoteca Davanzo ad Ampezzo
5. La Mozartina a Paularo
6. Museo della Pieve di Gorto ad Ovaro
7. Museo del legno ad Ovaro
8. Museo della miniera Cludinico di Ovaro
9. Art Park a Villa di Verzegnis
10. Centro etnografico a Sauris
11. Centro storiografico Museo di Sant'Osvaldo a Sauris
12. Orto botanico Polse di Cougnes - giardino dei semplici a Zuglio
13. Mulin dal Flec a Illegio di Tolmezzo
14. Esposizione naturalistica “Preone-200 milioni di anni” a Preone
15. Museo dell'orologeria pesarina a Pesariis di Prato Carnico
16. Casa Bruseschi a Pesariis di Prato Carnico
17. Presepio di Teno a Sutrio
18. Torre Moscarda a Paluzza